# Work (canción de Iggy Azalea)
«Work» es el sencillo debut de la rapera y compositora australiana Iggy Azalea. Fue lanzado el 17 de marzo de 2013 para su álbum de estudio debut The New Classic. La canción fue coescrita por Azalea, Trocon Markous Roberts, Natalie Sims y The Invisible Men. Azalea escribió esta canción con intenciones motivacionales e inspiradoras sobre su vida. 

## Video musical
El video musical de la canción fue filmado en la última semana de febrero de 2013 y se estrenó 13 de marzo de 2013, en VEVO. Dirigido por Jonas & François, el video es todo elegancia parque de caravanas, Dive Bar bailes, y un poco de 'Bad Girls' de inspiración cabalgando alrededor y / o gettin' it. Azalea reveló las fuentes de inspiración para las imágenes incluidas miedo y asco en Las Vegas, las aventuras de Priscilla, reina del desierto, Death Proof de Tarantino y la música video de "BOB" de Outkast.

### Trama del video
El video tiene una duración de 3 minutos y 47 segundos y tiene como principal eje mostrar en cierta forma como Iggy logró buscar su futuro en el mundo de la música viajando a Estados Unidos con sólo 16 años. Tal como lo dice una frase en su canción ´´No money, no family sixteen in the middle of Miami´´ "Sin dinero, sin familia, dieciséis años y en medio de Miami". El video comienza con ella caminando y llevando un pequeño bolso, dirigiéndose hacia un lugar en busca de algún trabajo, inmediatamente empieza el ritmo y se ella aparece bailando y cantando junto a otras jóvenes al lado de un camión, inmediatamente se le ve andando en una bicicleta y cantando y luego bailando stríper a un hombre hasta finalmente quitarle la llave y escapando junto a otras chicas en un auto disfrutando del viaje, terminando por viajar por una pequeña ciudad mientras canta y finalizando con ella bajándose del auto y caminando sobre la calle del "Paseo de la fama" mientras termina el estribillo de la canción "Now get this work, work, work, work working on my shit".

## Lista de canciones
| Work - Descarga Digital |        |          |  |
| N.º                     | Título | Duración |  |
| 1.                      | «Work» | 3:34     |  |

Remixes EP
1. "Work" – 3:43
2. "Work (Radio Edit)" – 3:42
3. "Work (Jacob Plant Remix)" - 3:17
4. "Work (BURNS Purple Rain Version)" - 5:21
5. "Work (Instrumental)" - 3:40

- Wale Remix

1. "Work (feat. Wale)" – 4:10

## Listas musicales
| País              | Lista                    | Mejor posición |         |
| 2013-14           | 2013-14                  | 2013-14        | 2013-14 |
| ----------------- | ------------------------ | -------------- | ------- |
| Australia         | ARIA Singles Charts      | 79             |         |
| Australia         | ARIA Urban Singles Chart | 8              |         |
| Bélgica (Flandes) | Ultratip                 | 11             |         |
| Bélgica (Flandes) | Ultratop Urban           | 26             |         |
| Canadá            | Canadian Hot 100         | 87             |         |
| Escocia           | Scotland Singles Chart   | 18             |         |
| Estados Unidos    | Billboard Hot 100        | 54             |         |
| Estados Unidos    | Dance Club Songs         | 5              |         |
| Estados Unidos    | Hot R&B/Hip-Hop Songs    | 14             |         |
| Estados Unidos    | Hot Rap Songs            | 7              |         |
| Irlanda           | IRMA Singles Chart       | 42             |         |
| Reino Unido       | UK Singles Chart         | 17             |         |
| Reino Unido       | UK R&B Singles Chart     | 3              |         |

## Certificaciones
| País           | Organismo certificador | Certificación | Simbolización | Ventas certificadas | Ref.        |
| -------------- | ---------------------- | ------------- | ------------- | ------------------- | ----------- |
| Estados Unidos | RIAA                   | Platino       | ▲             | 1 000               | [ 3 ] [ 4 ] |
| Reino Unido    | BPI                    | Plata         |               | 200 000             | [ 5 ]       |
| Australia      | ARIA                   | Oro           |               | 35 000              | [ 6 ]       |
| Canadá         | CRIA                   | Oro           |               | 40 000              | [ 7 ]       |

## Historial de lanzamientos
| País           | Fecha               | Formato                       |
| -------------- | ------------------- | ----------------------------- |
| Reino Unido    | 17 de marzo de 2013 | Descarga digital              |
| Europa         | 18 de marzo de 2013 | Descarga digital              |
| Estados Unidos | 19 de marzo de 2013 | Descarga digital              |
| Mundial        | 7 de abril de 2013  | Remixes EP                    |
| Estados Unidos | 25 de junio de 2013 | Rhythmic contemporary radio   |
| Norteamérica   | 23 de julio de 2013 | Descarga digital (Wale Remix) |